# Caldero de Cabárceno
El caldero de Cabárceno es una gran vasija semiesférica conformada por piezas de bronce unidas por remaches cuya cronología se ha fijado en torno al 900-650 a. C. Su uso se vincula a actividades de tipo ritual, como el consumo de alimentos en ceremonias simbólicas en las que las élites dominantes reforzaban su poder ante la colectividad.
Encontrado en la localidad cántabra de Cabárceno (España), constituye una de las piezas más emblemáticas de la época protohistórica de Cantabria y un referente clásico para grandes temas de este periodo, como son los intercambios a larga distancia de objetos de lujo o la consolidación de aristocracias guerreras en las sociedades del Bronce final y los inicios de la Edad del Hierro.

## Características

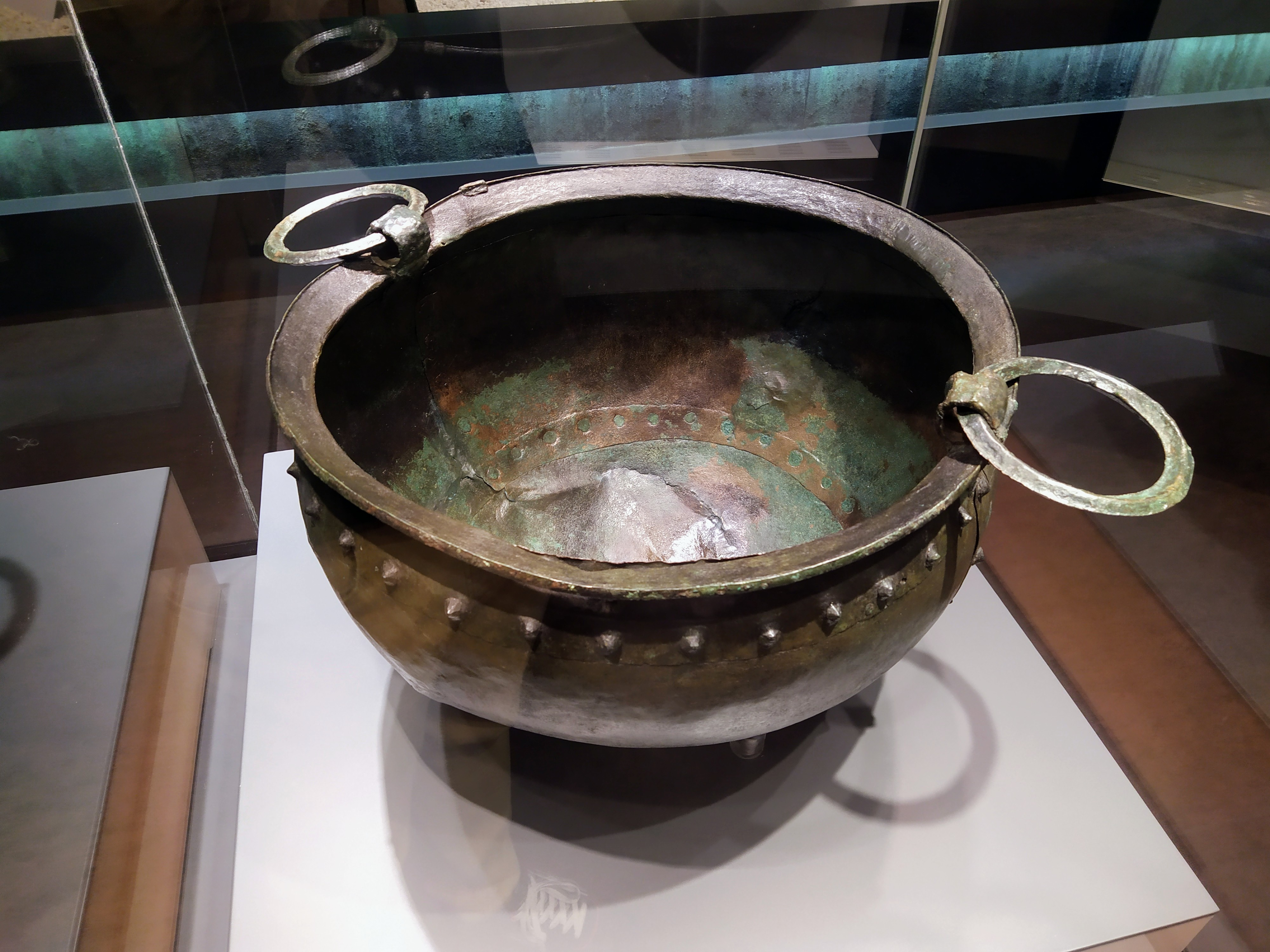
El caldero de Cabárceno es una de las piezas más emblemáticas del Museo de Prehistoria y Arqueología de Cantabria (MUPAC).

El caldero presenta una forma semiesférica que termina en punta de cono muy achatada. El cuello posee un borde vuelto y en sus dos extremos diametrales tiene sendas abrazaderas de las que penden dos anillas circulares de sección romboidal aplanada. En su tiempo ambas anillas estarían unidas por un asa que se debía doblar a modo de gancho. Era habitual que estos calderos no tuvieran base, por lo que tenían que apoyarse en algún objeto que les sirviese de pie o colgar de una cadena, el llar. Su capacidad es de 70 litros.
La pieza fue encontrada por obreros de la Sociedad Minera Cabarga en una zona de explotación minera el 9 de diciembre de 1912, en un pozo en la mina Crespa, situada en la ladera sur de la Sierra de Cabarga, entre dos rocas dolomíticas y a 15 metros de profundidad.
Destaca por su excelente estado de conservación, lo que es de reseñar pues aparentemente apenas parece haberse usado, por lo que se sospecha que pudiese ser un objeto votivo o ritual.
Los calderos de este tipo se distribuyeron por el área septentrional de la península ibérica hasta el límite del río Tajo. Tradicionalmente el centro de origen de estos se sitúa en Irlanda o bien el sur de Inglaterra. En este sentido el caldero de Cabárceno presenta una gran similitud con otros hallados en Dublín y cerca de Battersea. Estos se diferencian de los producidos en la península ibérica en que utilizan remaches cónicos de estilo irlandés, frente a los facetados de los autóctonos.

## Repercusiones
El caldero de Cabárceno es un ejemplo muy importante de artesanía de la Edad del Bronce Final, un momento en el que la metalurgia implicaba conocimientos sobre nuevos procesos de fundición y manufactura de los instrumentos, de modo que las aleaciones de cobre y estaño dejaron paso a aleaciones ternarias, caracterizadas por una importante presencia de plomo.
Además, su hallazgo conllevaría la posible existencia de rutas comerciales de metales y contactos existentes entre la península ibérica y las islas británicas a través de los mares, rutas que fueron mencionadas por distintos autores clásicos grecorromanos y verificadas por hallazgos como éste. Otros autores en cambio rechazan la idea de que el caldero fuese importado, decantándose por la fabricación en un taller productor local, aunque partiendo como modelo a imitar de un prototipo llegado de Irlanda.